# Эламипретид (SS-31)
Эламипретид известный также как ЭЛАМ, а ранее известный как SS-31 (Szeto-Schiller 31); MTP-131 или Бендавия (Bendavia), представляет собой небольшой, проницаемый для клеток тетрапептид (D-Arg-диметилTyr-Lys-Phe-NH2), который является одним из пептидов Szeto-Schiller (SS), которые, как известно, избирательно воздействуют на внутреннюю митохондриальную мембрану. 
SS-31 избирательно связывается с кардиолипином, что предотвращает превращение кардиолипином цитохрома с в пероксидазу (англ. Cytochrome c peroxidase), защищая при этом его функцию переноса электронов.  Это предотвращает образование АФК в цепи переноса электронов. В результате SS-31 защищает структуру митохондриальных крист и способствует окислительному фосфорилированию.
Эламипретид представляет собой фармакологический агент, воздействие которого на митохондрии позволяет улучшить физиологические показатели при митохондриальных миопатиях и при старении.
Лечение с помощью SS-31 обратило вспять возрастное снижение максимальной продукции митохондриального АТФ (ATPmax) и сопряжения окислительного фосфорилирования (P/O); восстанавливает окислительно-восстановительный гомеостаз, улучшает качество митохондрий и повышает толерантность к физической нагрузке у старых мышей без увеличения содержания митохондрий.
На моделях инфаркта миокарда и ишемически-реперфузионного повреждения у животных эламипретид дал многообещающие результаты, продемонстрировав уменьшение размера инфаркта и улучшение сократительной функции левого желудочка (ЛЖ), в частности, путем подавления кардиального фиброза в пограничной зоне инфарктного сердца
Тем не менее в клинических испытаниях у пациентов с различными фенотипами сердечной недостаточности (NCT02814097, NCT02914665, NCT02788747) эламипретид не показал многообещающих результатов.  Это можно объяснить быстрой деградацией пептида в кровотоке, хотя и были сделаны некоторые модификации для уменьшения деградации этого пептида, такие как переключение с L-аминокислоты на D-аминокислоту в первом положении сделавшее его устойчивым к аминопептидазной активности, а также С-концевое амидирование для снижения подверженности гидролизу.  Кроме того, были разработаны биоконъюгаты эламипретида для образования устойчивых к деградации наночастиц, декорированных эламипретидом.